# ユップ・ランゲ
ヨセフ・マリー・アルベルト・"ユップ"・ランゲ（Joseph Marie Albert "Joep" Lange、1954年9月25日 - 2014年7月17日）は、オランダの医学研究者、ヒト免疫不全ウイルス (HIV) 治療の専門家。2002年から2004年まで、国際エイズ学会の会長を務めた。ランゲはファームアクセス財団の初代理事長であり、在任のまま死去した。ランゲは、2014年7月17日にウクライナ上空で撃墜されたマレーシア航空17便に搭乗していた乗客のひとりであった。

## 生い立ちと教育
ランゲは、1954年9月25日にオランダのニューウェンハーヘンで生まれた。アムステルダム大学で医学を学び、1981年にM.D.、1987年にPh.D.を取得した。

## 経歴
2001年、ランゲはアムステルダムに、発展途上国におけるHIV/AIDS治療の普及を目的とする非営利法人として、ファームアクセス財団を創設し、死ぬまでその理事長の座にあった。また、ランゲは国際エイズ学会元会長（2002年 - 2004年）でもあった。HIVポジティブの患者に対処する立場にある医師や看護婦やカウンセラーのための、オンライン上の学習システムである「HIV[e]Ducation」の科学面の監督者であった。さらに、医学雑誌『Antiviral Therapy』の創刊時からの編集者であった。
2006年、ランゲはアムステルダム大学学術医療センター教授、およびアムステルダムの国際抗ウイルス治療評価センター (the International Antiviral Therapy Evaluation Centre) の上級科学顧問となった。また、ランゲはタイに設けられたHIVオランダ・オーストラリア研究共同施設 (the HIV Netherlands Australia Research Collaboration) 共同運営責任者でもあった。さらに、アコーディア・グローバル健康財団 (Accordia Global Health Foundation) の科学顧問委員会の一員でもあった
ランゲは、アメリカ科学振興協会、アメリカ微生物学会、国際エイズ学会などの会員であった。

### HIV/AIDS 防止活動
1990年代半ば、ランゲはHIV/AIDSへの対処における併用療法の有効性を主張し始めた。ランゲは、薬剤耐性の発達によって治療の有効性が有為に減殺される以上、「何らかの抗ウイルス薬を用いた単独の薬による治療が、この病に大きな、また、永続的な効果を上げる、と考えるのは幻想だ」と1996年の論文で主張し、多数の薬剤を併用するカクテル療法の一環として患者に20もの錠剤を呑ませ、議論を呼んでいたHIV/AIDS研究者デビッド・ホー（何大一）の研究を擁護した。ホーの実験は、大きな批判を呼んでいたが、『ウォール・ストリート・ジャーナル』紙の取材に対してランゲは「近年のデビッドの仕事は、私たちのHIVに対する理解を完全に覆しました」と説明した。
ランゲは、アフリカ諸国に、比較的安価なエイズ治療薬を供給することを提唱した重要な人物であり、「もし我々が、冷えたコカ・コーラやビールを、アフリカのあらゆる僻地にまで普及させることができるのだとすれば、同じことを薬についてできないはずがない」と述べた。
2003年、ランゲはルワンダとウガンダでHIVに感染した母親たちからボランティアを募り、その子どもたちについての研究を取りまとめた。そこでは、母親が授乳期間中に抗レトロウイルス剤を摂取すると、赤ん坊がHIVに感染する確率が1%以下にまで低下することが示された。この研究の知見は、2003年にパリで開催された国際エイズ学会で、ランゲによって報告された。ボストンで開催された第10回レトロウイルス・日和見感染症会議において、ランゲは17か国、1,216人の患者の参加を得て行なわれた、大規模な複数拠点による治験の結果を発表した。この研究を主導したランゲは、その結果について「ネビラピンやエファビレンツが、HIV治療において比較的有効性をもっていることを、はっきりと示している」と述べた。
2年後、ランゲは『PLOS Medicine』誌の編集者記事において、活動家たちのグループが曝露前予防の治験を妨害していることに言及した。また、活動家たちにより、欧州においてCCR5受容体拮抗薬の治験が妨害されたことにも、ランゲは不快感を表明した。しかし、この治験はセックスワーカーたちの需要を無視しているとしてランゲは批判され、他の研究者たちは、活動家たちの懸念は「まったく正当なものだ」と断じた。
2010年から2012年まで、HIV治療に関するバンコク年次国際シンポジウム (the annual Bangkok International Symposium on HIV Medicine) にランゲは毎回参加し、曝露前予防が、従来からのHIV感染防止策より有為に効果的であることを論じた。

## 事故死
ランゲは、パートナーのジャクリン・ファン・トンゲレン (Jacqueline van Tongeren) とともに、2014年7月17日にウクライナのグラボベ近郊で撃墜されたマレーシア航空17便に乗り合わせていた。ランゲは、7月20日から開催される第20回国際エイズ会議に出席するため、メルボルンへ赴く途中であった。ランゲの死は同僚研究者たちによって惜しまれ、国際エイズ会議は「本当に巨人を失った」と述べ、メディアの取材に応じた会議参加者たちも「完全にショックを受けていた」と報じられた。